# Високошвидкісна залізниця Анкара — Стамбул
Анкара-Стамбул швидкісна залізниця (тур. Ankara-İstanbul hızlı tren hattı) —  швидкісна залізниця 533 км завдовжки, 25 липня 2014, лінія в повному обсязі введена в дію

## Історія
Будівництво залізниці проходить у два етапи. На першому етапі побудовано 251 км, кошторисна вартість будівництва — $ 747 000 000 між Синджан (район Анкари) і Іненю, де будівництво почалося в 2003, ділянка між Есекент і Ескішехір  була завершена у 2007 році Регулярні рейси між Анкарою і Ескішехіром почалися 13 березня 2009. Дві короткі лінії завершили перший етап: між Ескішехіром і Іненю  будівництво розпочато у 2008 і було завершено у 2010, лінія Синджан Есенкент була побудована у 2008
Другий етап, між Іненю і Гебзе, становить близько 214 км завдовжки, кошторисна вартість — $ 2270 млн. Вартість другого етапу істотно вище через складнішу місцевість, ніж на першій ділянці, на цій ділянці буде споруджено 33 мости і 39 тунелів. Цей етап був частково завершено до 2010 року
Будівництво частково фінансується за рахунок іноземних джерел: 1250 млн. євро від Європейського інвестиційного банку і 120 млн. євро від Європейського Союзу.

## Інфраструктура
Туреччина замовила десять шестивагонних потягів TCDD HT65000 від CAF, перший з яких прибув до Туреччини у 2007
| Секція               | Довжина | Макс. швидкість | Примітки |
| -------------------- | ------- | --------------- | --- |
| Анкара — Синджан     | 24 км   | 140 км/год      | Відновлено як частина проекту Башкентрай. Відкрито 12 квітня 2018 року. |
| Синджан — Полатли    | 69 км   | 250 км/год      | Есенкент-Полатли секцію відкрито 13 березня 2009 р., а секцію Синджан-Есенкент — 13 березня 2010 р. |
| Полатли — Ескішехір  | 152 км  | 250 км/год      | Відкрито 13 березня 2009. |
| Ескішехір — Везирхан | 92 км   | 250 км/год      | Відкрито 25 липня 2014. |
| Везирхан — Картепе   | 96 км   | 250 км/год      | Відкрито 25 липня 2014 року, за винятком секції між Аліфуатпаша — Сапанджа (~23 км) яка все ще будується і перетинає чинну звичайну залізничну лінію.. |
| Картепе — Гебзе      | 56 км   | 160 км/год      | Відкрито 25 липня 2014 р. Колії використовуються спільно з іншими франшизами. |
| Гебзе — Стамбул      | 44 км   | 120 км/год      | Відновлено як частина проекту Мармарай. Дільницю Гебзе-Пендік відкрито 25 липня 2014. Дільницю Пендик-Сьойютлючешме — 12 березня 2019. Остання дільниця (~ 1,5 км), що сполучає зі станцією Гайдарпаша та має у своєму складі новий залізничний міст у стадії будівництва. |

Alcatel виграв тендер на спорудження сигналізації, блокування та управління кошторисною вартістю $ 80 млн з Thales Group було укладено контракт на поставку систем управління рухом потягів на ділянці Синджан-Ескішехір.